# Экономика Замбии
Замбия — экономически отсталая страна.

## Промышленность
Главной отраслью промышленности Замбии является медная промышленность. Горнодобывающая промышленность в Замбии начала развиваться ещё в колониальный период. Экспорт рафинированной меди растёт в основном благодаря спросу на неё со стороны Китая. Кроме меди, в стране добывается цинк, кобальт, золото, серебро, мрамор, селен. Обрабатывающая промышленность представлена обработкой сельскохозяйственного сырья, производством бумаги и сборкой автомобилей в Ндоле.

## Энергетика
Суммарные запасы энергоносителей оцениваются в размере 0,008 млрд тут (в угольном эквиваленте). На конец 2019 года электроэнергетика страны в соответствии с данными EES EAEC характеризуется следующими показателями. Установленная мощность — нетто электростанций — 2981 МВт, в том числе: тепловые электростанции, сжигающие органическое топливо (ТЭС) — 16,6 % , возобновляемые источники энергии (ВИЭ) — 83,4 %. Производство электроэнергии-брутто — 15 041 млн. кВт∙ч, в том числе: ТЭС — 23,9 % , ВИЭ — 76,1 %. Конечное потребление электроэнергии — 12 341 млн. кВт∙ч, из которого: промышленность — 57,2 %, транспорт — 0,3 %, бытовые потребители — 32,6 %, коммерческий сектор и предприятия общего пользования — 5,8 %, сельское, лесное хозяйство и рыболовство — 2,5 %, другие потребители — 1,6 %. Показатели энергетической эффективности за 2019 год: душевое потребление валового внутреннего продукта по паритету покупательной способности (в номинальных ценах) — 3526 долларов, душевое (валовое) потребление электроэнергии — 674 кВт∙ч, душевое потребление электроэнергии населением — 220 кВт∙ч. Число часов использования установленной мощности-нетто электростанций — 5008 часов

## Сельское хозяйство
В сельском хозяйстве занято 85 % трудоспособного населения (2004), оно даёт 8,6 % ВВП (2015). Оно ориентировано в основном на внутреннее потребление. Главными сельскохозяйственными культурами являются просо, кукуруза (1,1 млн т), маниок (950 тыс. т), сорго, рис, пшеница (135 тыс. т), арахис, сахарный тростник (1,8 млн т). Продуктивность хозяйства из-за низкого уровня механизации и использования примитивных средств обработки земли крайне низка. Животноводство слабо развито из-за распространения мухи цеце. Площадь лесов в стране с 1990 по 2000 год сократились на 851 тыс. га.

## Транспорт

### Автотранспорт
- всего: 91 440 км
  - с твёрдым покрытием — 20 117 км
  - без твёрдого покрытия — 71 323 км

Замбию пересекает два трансафриканских автомобильных маршрута:
- шоссе Каир-Кейптаун
- шоссе Бейра-Лобиту[англ.]

### Железные дороги
- всего: 3126 км (2014)[1]

### Аэропорты
- всего: 88 (2013)[1]
  - с твёрдым покрытием — 8
  - без твёрдого покрытия — 80

## Инфляция
За октябрь 2022 инфляция составили 9,7 %.

## Торговля
- Экспорт: $6,316 млрд (2015)[1]
- Статьи экспорта: медь, кобальт, электричество, табак, цветочная продукция, хлопок
- Партнёры по экспорту: Швейцария 23,4 %, Китай 14,1 %, ДРК 13,4 %, ЮАР 6,1 %, ОАЭ 4,9 % (2014)
- Импорт: $6,798 млрд (2015)[1]
- Статьи импорта: машины, транспортное оборудование, топливо, электроэнергия, минеральные удобрения, продовольствие
- Партнёры по импорту: ЮАР 31,3 %, ДРК 18,7 %, Китай 9,3 %, Кения 8,3 %, Алжир 5,9 %, Индия 4,4 % (2014)